# Petra Nová
Petra Nová (* 22. února 1978 Plzeň) je česká mistryně bojových umění (3. dan ČSKe) v olympijském (moderním) karate, která reprezentovala Česko v disciplíně kata.

## Sportovní kariéra
S karate začínala v rodné Plzni v klubu Budo sport centrum pod vedením manželů Pytlíkových. Později spolupracovala s italským mistrem Mirio Manninim (škola šitó-rjú) a v dospělém věku se slovenským mistrem Martinem Čulenem (škola gódžú-rjú). V české reprezentaci olympijského karate (WKF) se pohybovala od druhé poloviny devadesátých let dvacátého století v disciplíně kata. V roce 2002 se stala v estonském Tallinnu mistryní Evropy.
Její hlavní soupeřkou na mezinárodní úrovni byla Španělka Miriam Cogolludová.

## Výsledky

### Olympijské karate (WKF)

#### Kata
| Turnaj             | 1996 | 1997 | 1998 | 1999 | 2000 | 2001 | 2002 | 2003 | 2004 | 2005 | 2006 | 2007 | 2008 | 2009 |
| Turnaj             | 18   | 19   | 20   | 21   | 22   | 23   | 24   | 25   | 26   | 27   | 28   | 29   | 30   | 31   |
| ------------------ | ---- | ---- | ---- | ---- | ---- | ---- | ---- | ---- | ---- | ---- | ---- | ---- | ---- | ---- |
| Světové hry        |      | —    |      |      |      | —    |      |      |      | —    |      |      |      | —    |
| Mistrovství světa  | ?    |      | ?    |      | úč.  |      | úč.  |      | úč.  |      | úč.  |      | úč.  |      |
| Mistrovství Evropy | ?    | ?    | ?    | ?    | ?    | 2.   | 1.   | úč.  | 3.   | 2.   | 2.   | úč.  | —    | 2.   |
| Akademické MS      |      |      | 5.   |      | 6.   |      | 3.   |      | 3.   |      | 3.   |      |      |      |